# Automeris margaritae
Automeris margaritae är en fjärilsart som beskrevs av Lemaire 1966. Automeris margaritae ingår i släktet Automeris och familjen påfågelsspinnare. Inga underarter finns listade i Catalogue of Life.